# Números de Stirling
En matemáticas, los números de Stirling resuelven algunos problemas del área de combinatoria. Su nombre se debe a James Stirling, quien los popularizó en el siglo XVIII. Existen dos diferentes conjuntos de números con este nombre: números de Stirling de primera especie y números de Stirling de segunda especie. Fueron descubiertos nuevamente por Masanobu Saka en 1782, quien les otorgó su relevancia en combinatoria en su libro Sanpo-Gakkai (El mar del aprendizaje matemático).

## Notación
Existen diversas formas de denotar los números de Stirling. Los números de Stirling de primera especie se escriben con una s pequeña y los de segunda especie con una S grande (Abramowitz and Stegun usa una mayúscula o una S gótica). Las notaciones más comunes son:
- Los números de Stirling de primera especie ordinarios (signados) se denotan como:

{\displaystyle s(n,k){\text{ (con signo)}}\,}

- Los números de Stirling de primera especie no signados se denotan como:

{\displaystyle \left[{n \atop k}\right]=c(n,k)=|s(n,k)|{\text{ (sin signo)}}\,}

Los números de Stirling de segunda especie se denotan como:

{\displaystyle \left\{{\begin{matrix}n\\k\end{matrix}}\right\}=S(n,k)=S_{n}^{(k)}.\,}

La notación usando llaves y corchetes, en analogía a los coeficientes binomiales, fue introducida en 1935 por Jovan Karamata y promocionada por Donald Knuth; referida a veces como la notación de Karamata.

## Números de Stirling de primera especie
Los números de Stirling de primera especie son los coeficientes s(n,k) de la expansión:

{\displaystyle (x)_{n}=\sum _{k=0}^{n}s(n,k)x^{k}\,}

donde {\displaystyle (x)_{n}} (símbolo de Pochhammer) denota el factorial descendente,

{\displaystyle (x)_{n}=x(x-1)(x-2)\cdots (x-n+1)\,}

Nótese que (x)0 = 1 porque es un producto vacío. En combinatoria también se usa la notación {\displaystyle x^{\underline {n\!}}} para el factorial descedente, y {\displaystyle x^{\overline {n\!}}} para el factorial ascendente.
Los números de Stirling de primera especie no signados:

{\displaystyle c(n,k)=\left[{n \atop k}\right]=|s(n,k)|=(-1)^{n-k}s(n,k)}

(con una "s" minúscula), cuenta el número de permutaciones de n elementos con k ciclos disjuntos. La siguiente tabla muestra algunos pocos números de Stirling de primera especie:

{\displaystyle {\begin{array}{ccccccccccc}&&&&&~~1~~&&&&&\\&&&&-1&&~~1~~&&&&\\&&&2&&-3&&~~1~~&&&\\&&-6&&11&&-6&&~~1~~&&\\&24&&-50&&35&&-10&&~~1~~&\\-120&&274&&-225&&85&&-15&&~~1~~\\\end{array}}}

donde

{\displaystyle s(n,k)=s(n-1,k-1)+(n-1)s(n-1,k)}

## Números de Stirling de segunda especie
El número de Stirling de segunda especie {\displaystyle S(n,k)} de formas de dividir un conjunto de n elementos en k partes:

{\displaystyle S(n,k)={\text{card}}\left(\{B|\ {\text{card}}(B)=k\land B\subset \mathbb {N} _{n}\}\right)}

donde el conjunto {\displaystyle \mathbb {N} _{n}=[1,n]\cap \mathbb {N} } es el conjunto de los primeros n enteros. Otra notación para los números de Stirling de segunda especie son:

{\displaystyle \left\{{\begin{matrix}n\\k\end{matrix}}\right\}:=S(n,k)}

A continuación se muestra una tabla de valores para los números de Stirling de segunda especie:
| n \ k | 0 | 1 | 2   | 3    | 4    | 5    | 6    | 7   | 8  | 9 |
| 0     | 1 |   |     |      |      |      |      |     |    |   |
| 1     | 0 | 1 |     |      |      |      |      |     |    |   |
| 2     | 0 | 1 | 1   |      |      |      |      |     |    |   |
| 3     | 0 | 1 | 3   | 1    |      |      |      |     |    |   |
| 4     | 0 | 1 | 7   | 6    | 1    |      |      |     |    |   |
| 5     | 0 | 1 | 15  | 25   | 10   | 1    |      |     |    |   |
| 6     | 0 | 1 | 31  | 90   | 65   | 15   | 1    |     |    |   |
| 7     | 0 | 1 | 63  | 301  | 350  | 140  | 21   | 1   |    |   |
| 8     | 0 | 1 | 127 | 966  | 1701 | 1050 | 266  | 28  | 1  |   |
| 9     | 0 | 1 | 255 | 3025 | 7770 | 6951 | 2646 | 462 | 36 | 1 |

donde:

{\displaystyle S(n,k)=S(n-1,k-1)+kS(n-1,k)\,}

## Fórmulas simétricas
Abramowitz y Stegun presentan las siguientes fórmulas simétricas que relacionan los número de Stirling de primera especie con los de segunda especie:

{\displaystyle \left[{n \atop k}\right]=(-1)^{n-k}\sum _{j=0}^{n-k}(-1)^{j}{n-1+j \choose n-k+j}{2n-k \choose n-k-j}\left\{{n-k+j \atop j}\right\}}

Y

{\displaystyle \left\{{n \atop k}\right\}=(-1)^{n-k}\sum _{j=0}^{n-k}(-1)^{j}{n-1+j \choose n-k+j}{2n-k \choose n-k-j}\left[{n-k+j \atop j}\right].}